# Maróthy Károly
Maróthy Károly (1940-ig ifj. Meizler Károly, Keszthely, 1897. június 8. – Buenos Aires, 1964. szeptember 7.) ügyvéd, újságíró, keresztényszocialista majd nemzetiszocialista politikus.

## Életrajza
Német gyökerű családba született, apja, id. Meizler Károly (1866–1941) egy időben ipartestületi elnök volt. Általános és középiskolai tanulmányait Keszthelyen, felsőfokú tanulmányait Budapesten, a Pázmány Péter Tudományegyetem jogi karán végezte, ahol jogi diplomát szerzett.
Az első világháborúban önkéntesként vett részt, az olasz, a román és az orosz fronton is harcolt, mielőtt hadnagyi fokozatban leszerelt. A háború után, 1918-ban belépett a Keresztényszocialista Pártba, melynek Zala vármegyei párttitkára, szervezője lett, ami miatt Tanácsköztársaság kikiáltásakor menekülnie kellett. Horthy győzelme után folytatta szervezői tevékenységét a pártban (immáron az egész Dunántúlon), de választásokon ekkor még nem indult, helyette ügyvédi irodát nyitott Keszthelyen.
Először az 1931-es választásokon indult parlamenti mandátumért. Ekkor a kampányban tett politikai állásfoglalásai (egyebek mellett szükségesnek tartotta egy „valódi földreform” megvalósítását) konfliktust szültek közte és a környék földbirtokainak szinte egészét uraló Festetics család és azok szövetségesei között. Ez azt eredményezte, hogy a kormányzat igyekezett mindent megtenni, hogy megakadályozza képviselővé választását. Ennek érdekében az 1931-es választásokon a kormánypárt az országosan ismert Rakovszky Iván korábbi belügyminisztert indította, aki el is vitte a keszthelyi mandátumot. Az 1935-ös választásokon már Oetl-Pálffy Dénessel küzdött meg és bár elsőre épphogy alulmaradt, az eredmény ellen benyújtott petícióját a Közigazgatási Bíróság kénytelen volt a javára megítélni, így 1936-ban elfoglalhatta helyét a képviselőházban.
1937-ben otthagyta a Keresztényszocialista Pártot és Matolcsy Mátyással közösen megalapította a Keresztény Nemzeti Szocialista Frontot (KNSZF), melyben kísérletet tett a nemzetiszocializmus és a kereszténydemokrácia ötvözésére. Az 1939-es választásokon már e párt színeiben lépett fel a keszthelyi kerületben, melyet ekkor egyértelműen megnyert. 1939-től alapítója és főszerkesztője volt a Pesti Újság című szélsőjobboldali lapnak. Ekkoriban már Szálasi Ferenc feltétlen hívének számított, ami új pártján belül szakadáshoz vezetett; míg ő sürgette, addig Matolcsy Mátyás ellenezte az együttműködést Szálasiékkal. Emiatt Matolcsy és vele a tagság egy része is elhagyta a KNSZF-et (többségében a kormánypárt MÉP-hez csatlakoztak, míg pl. Matolcsy a Nyilaskeresztes Front tagja lett). A párt így teljesen Maróthy irányítása alá került, ami 1939-ben egyesült a Nemzeti Fronttal. A két front vele együtt hat képviselőt juttatott a parlamentbe, ami után véglegesen egyesültek (a választásokon ugyanis még külön indultak).
Meizler 1940-ben magyarosította a vezetéknevét Maróthyra és még ebben az évben pártját beolvasztotta a Nyilaskeresztes Pártba, melynek ő maga is tagja lett.
Maróthy 1944-ben a második világháború végének közeledését látva előbb Németországba menekült, majd onnan 1947-ben kivándorolt Argentínába, ahol a fővárosban, Buenos Airesben telepedett le. Itt 1949-ben megalapította a Magyar Nép című újságot, melynek társszerkesztőjeként dolgozott egészen 1954-ig. Ezen kívül írt még a Magyar Egység és a Kárpát című folyóiratokba is. Tagja és aktív előadója volt a Mindszenty Akadémiának és a helyi Magyar Háznak. 1964. szeptember 7-én érte a halál Buenos Airesben.